# جياني دي مارزيو
جياني دي مارزيو (بالإيطالية: Gianni Di Marzio)‏ هو لاعب كرة قدم إيطالي، ولد في 8 يناير 1940 في نابولي في إيطاليا، وتوفي في 22 يناير 2022 في باذوة في إيطاليا.